# Хакімов Михайло Кобірович
Михайло (Ісмагіл) Кобірович Хакімов (1 листопада 1916, Большая Цильна, Татарстан — 19 листопада 1986, Казань) — радянський військовик, в роки Другої світової війни — навідник протитанкової рушниці 384-го окремого батальйону морської піхоти Одеської військово-морської бази Чорноморського флоту, червонофлотець. Герой Радянського Союзу (1945).

## Життєпис
Народився в селі Большая Цильна, нині Дрожжанівського району Татарстану, в селянській родині. Татарин. Здобув початкову освіту. Переїхав до Баку (Азербайджан), де працював вантажником на млині, згодом — помічником капітана буксиру. У другій половині 1930-х років проходив дійсну строкову військову службу.
Вдруге призваний у 1942 році. Проходив військову службу в частинах берегової охорони міст Батумі і Новоросійська. З 1943 року — навідник роти ПТР 384-го окремого батальйону морської піхоти. Воював на Північно-Кавказькому, 3-му та 4-му Українських фронтах. Брав участь у десантах на «Малу землю», Маріуполь, Осипенко. Шість разів був поранений.
Особливо червонофлотець М. К. Хакімов відзначився при визволенні Миколаєва. В ніч з 25 на 26 березня 1944 року в складі десантного загону під командуванням старшого лейтенанта Костянтина Ольшанського на рибальських човнах переправився через Бузький лиман і висадився в Миколаївському порту з метою порушити бойове управління супротивника, перерізати комунікації і завдати удару по ворожій обороні з тилу, тим самим сприяючи наступу Червоної армії. Зайнявши оборону в районі портового елеватора, протягом двох діб десантники вели нерівний бій з переважаючими силами супротивника, відбивши 18 атак і знищивши понад 700 німецьких солдатів і офіцерів. У цих боях був поранений. Після лікування у шпиталі повернувся до своєї частини, в складі якої пройшов до кінця війни.
Після закінчення війни був демобілізований. Переїхав до міста Казань, працював залізничником. Член ВКП(б) з 1947 року.

## Нагороди
Указом Президії Верховної Ради СРСР від 20 квітня 1945 року «за зразкове виконання бойових завдань командування на фронті боротьби з німецькими загарбниками та виявлені при цьому відвагу і героїзм», червонофлотцеві Хакімову Михайлу Кобіровичу присвоєне звання Героя Радянського Союзу з врученням ордена Леніна і медалі «Золота Зірка» (№ 7568).
Також нагороджений двома орденами Вітчизняної війни 1-го ступеня (27.09.1944, 11.03.1985) і медалями, в тому числі й медаллю «За бойові заслуги» (20.01.1944).
Почесний громадянин міста Миколаєва (31.03.1964).